# 萬茨卡湖

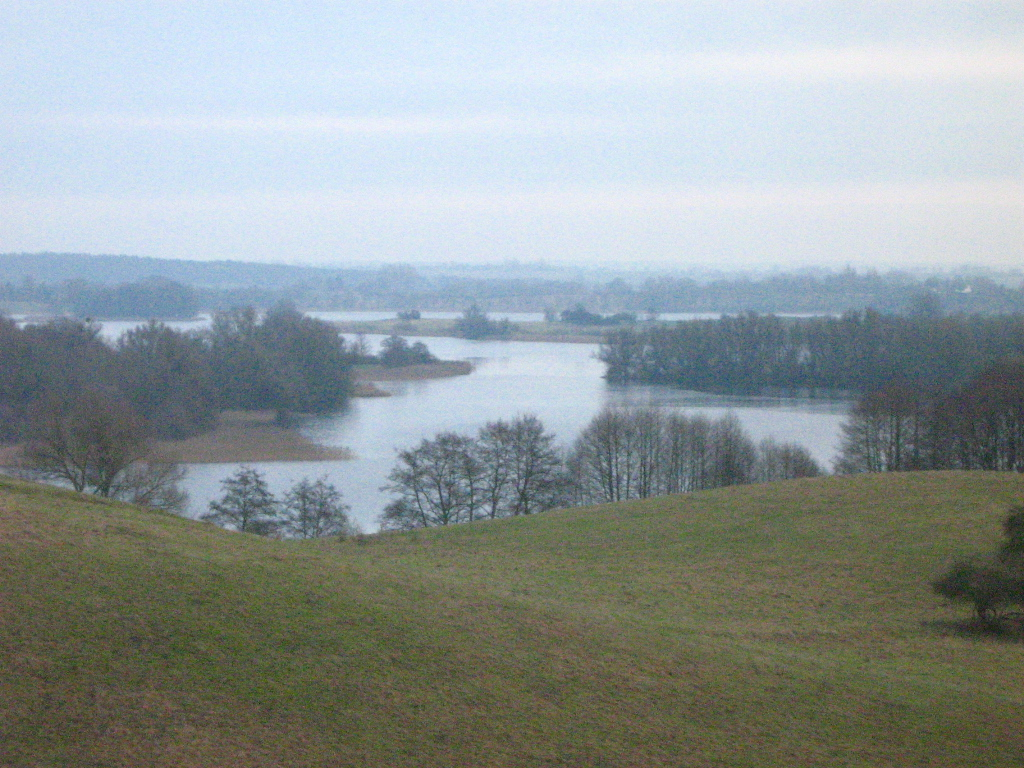

53°24′19″N 13°13′23″E / 53.40528°N 13.22306°E
萬茨卡湖（德語：Wanzkaer See），是德國的湖泊，位於該國東北部梅克倫堡-前波美拉尼亞州，由梅克倫堡湖區郡負責管轄，長3.1公里、寬0.9公里，面積2平方公里，海拔高度59米，平均水深6米，最大水深26米，水體容量1,139萬立方米。